# Stanisław Szczepański (profesor nauk technicznych)
Stanisław Szczepański – profesor Politechniki Gdańskiej, kierownik Katedry Systemów Mikroelektronicznych na Wydziale Elektroniki, Telekomunikacji i Informatyki.

## Działalność dydaktyczna i naukowa
W 1975 uzyskał tytuł magistra inżyniera na Wydziale Elektroniki, Telekomunikacji i Informatyki Politechniki Gdańskiej, w 1986 stopnień doktora nauk technicznych, w 2006 doktora habilitowanego, a w 2015 tytuł naukowy profesora nauk technicznych. Na Politechnice Gdańskiej zaczynał jako adiunkt w latach 1986–2006, w 1997-2003 kierownik Katedry Obwodów Elektronicznych na Wydziale ETI, w 2003-2006 Zastępca Kierownika w Katedrze Systemów Mikroelektronicznych (również ETI), a od 2006 Kierownik.
Obszar jego badań dotyczy metod analizy, projektowania i optymalizacji analogowych i analogowo-cyfrowych układów scalonych, realizowanych w technologiach bipolarnych i CMOS. Współpracuje z wieloma międzynarodowymi ośrodkami naukowymi (m.in. USA, Wielka Brytania, Francja, Niemcy, Korea Południowa). W 1986 odbył staż badawczy w Institute National Polytechnique de Toulouse, Francja, a w latach 1990–1991 staż naukowy w Fundacji Kościuszkowskiej w Portland State University, USA. W 1998 prowadził badania naukowe w University of Hertfordshire, UK.
Jest autorem i współautorem około 200 publikacji, które są licznie cytowane, indeks Hirscha H=13, wg Web of Science. Współautor 3 patentów i 1 zgłoszenia patentowego. W 2015 powołany do Komitetu Elektroniki i Telekomunikacji PAN.
Członek międzynarodowego stowarzyszenia Europractice. Recenzuje prace dla kilkunastu zagranicznych czasopism naukowych z listy Journal Citation Reports (JCR). Kierował ponad 20 projektami badawczymi i badawczo-rozwojowymi (krajowymi i zagranicznymi). Współautor monografii pt. „General Approach to Continuous-Time OTA-C Filters: Theory and Design” (2011).
Współredaktor czasopisma “International Journal of Electronics and Telecommunications”.